# Martti Ahtisaari
Martti Oiva Kalevi Ahtisaari (IPA-kiejtése [ˈmɑrt:i ˈoivɑ ˈkɑleʋi ˈɑhtisɑ:ri]) (Viipuri, 1937. június 23. – Helsinki, 2023. október 16.) Nobel-békedíjas finn diplomata, politikus, köztársasági elnök.

## Fiatalkora
Édesapja a finn hadseregben szolgált, a finnországi Kuopio városában élt édesanyjával a második világháború alatt. Gyermekkorának jelentős részét is itt töltötte. 1952-ben család Ouluba költözött, iskoláit is itt járta. Levelező hallgatóként tanult az Oului Egyetem pedagógia szakán, ahol 1959-ben szerzett diplomát. 1960-ban a YMCA (Young Men's Christian Association, Fiatal Férfiak Keresztény Szövetsége) kiküldte Pakisztánba, Karacsi városába.

## Diplomáciai pályafutása
1963-ban tért haza Pakisztánból és két évvel később hazája diplomáciai szolgálatába állt, a Külügyminisztérium nemzetközi fejlesztési és együttműködési főosztályánál kezdett el dolgozni, 1972 és 1973 között annak főosztályvezető-helyettese volt. 1973-ban hazája Dar es-Salaam-i nagykövetévé nevezték ki, majd akkreditálták Zambiába, Szomáliába és Mozambikba. 1977-től az Egyesült Nemzetek Szervezete főtitkárának namíbiai főmegbízottjaként dolgozott, bár ahogy elődeit, az apartheid-korszakban Namíbiát uraló Dél-afrikai Köztársaság nem ismerte el posztját. 1981-ben tért haza.
1984-ben Finnország fejlesztési segélyekért felelős helyettes államtitkárává nevezték ki, majd 1987-ben az ENSZ főtitkár-helyettesévé választották (az akkori főtitkár Javier Pérez de Cuéllar volt). Emellett 1989 és 1990 között ismét a főtitkár namíbiai különmegbízottjaként tevékenykedett, segítve az ország függetlenné válását. 1991-ben ismét hazatér, a finn kormány külügyi államtitkárává nevezték ki. Eközben 1992 és 1993 között az ENSZ főtitkárának jugoszláviai és boszniai különmegbízottja volt.

## Politikai pályafutása
Alsóbb kormányzati pozíciói után 1993-ban a finn szociáldemokrata párt elnökévé választották, majd egy évvel később megválasztották az ország köztársasági elnökévé. Posztját 2000-ig viselte. Elnöksége alatt körbeutazta Finnországot, nagy népszerűséget szerezve. 
Támogatta hazája Európai Uniós csatlakozását és próbált a nagyhatalmak között mediálni. Ennek következményeként Borisz Nyikolajevics Jelcin orosz, ill. Bill Clinton amerikai elnök Helsinkiben találkozott. Hatéves elnöki periódusa alatt több konfliktushelyzetben próbált közvetíteni (pl. 1999-ben tárgyalt az akkori szerb vezetéssel Koszovó ügyéről). 2000-ben egy nemzetközi válságcsoport társelnökévé nevezték ki. 
Munkája során közvetített az indonéziai Aceh tartományban (2005), ill. Koszovóban is (2007), ahol részletes béketervet dolgozott ki (ún. Ahtisaari-terv). A 2000-ben Észak-Írországban az IRA fegyver-beszolgáltatását felügyelte a brit kormány felkérésére.

## Magyarul megjelent művei
- Martti Ahtisaari beszéde a Nobel-békedíj átvétele alkalmából. Oslo, 2008. december 10.; ford. Eliisa Pitkäsalo, Pusztay János; NYME Uralisztikai Tanszék, Szombathely, 2009 (Heuréka)

## Díjai
- Diplomáciai tevékenységét 2008-ban Nobel-békedíjjal jutalmazták „a nemzetközi konfliktusok megoldásáért több kontinensen és több mint három évtizeden át tett fontos erőfeszítéseiért”. A bizottság 197 jelöltből választotta Martti Ahtisaarit.
- 2009-ben a CEU Nyílt Társadalom Díjával tüntették ki.